# Alexandr Kliment
Alexandr Kliment, auch Alexandr Klimentiev (* 30. Januar 1929 in Turnov; † 22. März 2017) war tschechischer Prosaist, Autor psychologischer Romane und Dichter.

## Leben
Bis 1970 arbeitete Kliment als Verlagsredakteur und Filmdramaturg. Wegen aktiver Beteiligung am Prager Frühling durfte er in der Zeit der "Normalisierung" nicht mehr öffentlich tätig sein und arbeitete als Nachtwächter, Rettungsfahrzeugfahrer und Korrektor. Er war Unterzeichner der Charta 77.

## Werk
Sein Erstlingswerk Marie erzählt vom Zerfall einer Familie und besticht durch die psychologisch detaillierte Beschreibung der Personen. Seine Sammlung von Erzählungen Begegnung vor der Abfahrt (Setkání před odjezdem) ist gleicher Art. Die Uhr mit dem Springbrunnen (Hodinky s vodotryskem) erzählt von Entgleisungen eines eingefahrenen Lebens, die eine Enthüllung der Gründe zur Folge hatten. Seine weiteren zwei Romane durften in der Tschechoslowakei nicht mehr verlegt werden und wurden im Ausland gedruckt. Sein Hauptwerk Die Langeweile in Böhmen (Nuda v Čechách) erschien 1977 auf Deutsch und 1979 auf Tschechisch im Exilverlag 68 Publishers.

## Werke

### Romane
- Marie, 1964
- Setkání před odjezdem
- Hodinky s vodotryskem
- Nuda v Čechách
- Basic love
- Šťastný život

### Filmografie (Auswahl)
- 1969: Das Barometer (Barometr)
- 1994: Pevnost

### Dramaturgie
- Sedm zabitých, 1965
- Hochzeit mit Bedingung (Svatba s podmínkou), 1965
- Anděl blažené smrti, 1966
- Kdo chce zabít Jessii?, 1966
- Návrat ztraceného syna, 1966
- Das Ende des Geheimagenten W4C mit Hilfe des Hundes von Herrn Foutska (Konec agenta W4C prostrednictvím psa pana Foustky), 1967
- Farářův konec, 1968
- Jarní vody, 1968
- Královský omyl, 1968

### Theaterstücke
- V rodinném kruhu
- Synové admirála
- Červotoči

### Fernsehinszenierungen
- Barometr

### In deutscher Sprache publiziert
- Eine ahnungslose Frau, Luzern 1970
- Anständige Leute, Frankfurt (M) : Bucher, 1972
- Moni und ihre Freunde, Luzern 1976
- Die Langeweile in Böhmen, Luzern 1977
- Der arme Maler, Aarau 1980

## Mitgliedschaften
- Obec spisovatelů (Tschechischer Schriftstellerverband)